# Bracon facialis
Bracon facialis är en stekelart som beskrevs av Gaspard Auguste Brullé 1846. Bracon facialis ingår i släktet Bracon och familjen bracksteklar. Inga underarter finns listade.